# Elachista vonschantzi
Elachista vonschantzi is een vlinder uit de familie grasmineermotten (Elachistidae). De wetenschappelijke naam is voor het eerst geldig gepubliceerd in 1976 door Svensson.
De soort komt voor in Europa.